# Везиров, Мир-Гасан Кязим оглы
Мир Гасан Кязим оглы Везиров, Миргасан Сейидказым оглы Везиров или Мир Гасан Сеид Кязим оглы Везиров (азерб. Mir Həsən Mir Kazım oğlu Vəzirov; 13 февраля 1889, Шуша — 20 сентября 1918) — азербайджанский революционер, политический деятель, левый эсер, комиссар земледелия Бакинского Совета Народных Комиссаров (1918), один из 26 бакинских комиссаров. Двоюродный брат писателя Юсифа Везира Чеменземинли.

## Биография
Мир Гасан Везиров родился 13 февраля 1889 года в Шуше (у Б. Бахрамова указан 1886 год) в семье учителя. С молодых лет он участвовал в революционном движении, за что подвергался преследованиям со стороны властей. Вместе со своим двоюродным братом Юсифом Везиром Чеменземинли издавал ежемесячный юмористический журнал на русском языке «Фокусник».
По окончании среднего учебного заведения, Везиров поступил в Алексеевский Донской политехнический институт в Новочеркасске, но, заболев туберкулёзом, ему пришлось выехать на лечение в Крым и потому он не смог окончить институт. За участие в революционном движении подвергался преследованиям.
В 1914 году Везиров приехал Баку и стал работать школьным преподавателем. Начиная с 1917 года Везиров сотрудничал с большевиками.
25 октября (7 ноября) 1917 года в стране произошла Октябрьская революция. В ходе Октябрьского вооружённого восстания в Петрограде Временное правительство было свергнуто. Были образованы Всероссийский Центральный Исполнительный Комитет (ВЦИК) как высший орган Советской власти и Совет народных комиссаров (СНК РСФСР) как правительство, что дало начало строительству высших органов государственной власти Советской России. В Баку известие о свержении Временного правительства и провозглашении в России власти Советов пришло на следующий день, 26 октября (8 ноября).
2 (15) ноября Везиров вошёл в состав нового Исполнительного комитета (Исполкома) Бакинского Совета. Тогда же, 2 (15) ноября, СНК РСФСР издал «Декларацию прав народов России», а 20 ноября (3 декабря) обнародовал обращение «Ко всем трудящимся мусульманам России и Востока». Со стороны Везирова оно было встречено одобрительно и на большом митинге в Баку он призывал поддержать новую власть:
Солнце свободы для мусульманского Востока восходит в России, в Петербурге, и наш священный долг поддержать российскую революционную демократию и её власть. Впервые за последние четыре века с мусульманами заговорили языком, достойным человека и гражданина. Это обращение Совета Народных Комиссаров к мусульманам Востока.

### Бакинская коммуна
На заседании Бакинского Совета, которое состоялось 12 (25) апреля, прошло голосование кандидатов в состав нового постоянного органа власти — Бакинского Совета Народных Комиссаров (Бакинского Совнаркома, Бакинского СНК, Баксовнаркома). Комиссаром по делам городского хозяйства и призрения избрали Н. Нариманова. Из архивных материалах следует, что до 31 мая Везиров являлся заведующим контрольным отделом Бакинского совета городского хозяйства, а после его назначили комиссаром земледелия. Вызывает интерес то, что в своём письме Н. Нариманову от 4 июня, Везиров выражал своё несогласие с порядком оформления его на должность, но Нариманов на данный документ поставил следующую резолюцию: «Время не терпит канцелярщины».
12 июня Везиров предписал земельной комиссии при Комитете революционной обороны города Ленкорани осуществить распределение отчужденных помещичьих и частновладельческих земель и обработку их посевов. Спустя несколько дней, 18 июня, он подписал Декрет о социализации земли в Закавказье и Дагестанской области, предусматривающей конфискацию земель у имущих классов в пользу крестьян:

Имея ввиду изданный Всероссийским Центральным Исполнительным Комитетом основной закон о социализации земли, полное проведение коего в жизнь может последовать, как усматривается из текста названного закона, не ранее окончания целого ряда технических работ и имеющей быть Всероссийской сельскохозяйственной переписи (ст. 25 § 3. Осн. Зак. о социализации земли) и, руководствуясь «Временной инструкцией переходных мер по проведению в жизнь закона о социализации земли», а также сообразуясь с местными условиями землепользования, нахожу необходимым произвести теперь же без выкупа изъятие земель из владения беков, ханов, помещиков, меликов, князей, их доверенных и нетрудовых арендаторов в пользование трудового земледельческого населения.

В июле 1918, вместе с другими народными комиссарами был смещён с должности, а в августе арестован по приказу «Диктатуры Центрокаспия». 28 августа был избран депутатом Бакинского совета. В сентябре вместе с другими деятелями Бакинской коммуны пытался бежать на пароходе в Астрахань. Однако пароход был направлен в Красноводск, где Везиров вместе со своими товарищами был арестован местными властями, среди которых преобладали антибольшевистски настроенные социалисты-революционеры, для которых левые эсеры, подобные Везирову, также были противниками.
Расстрелян 20 сентября 1918 года в числе 26 бакинских комиссаров на 207-й версте между станциями Ахча-Куйма и Перевал (ныне — на территории Балканского велаята, Туркменистан). Был одним из двух левых эсеров в числе казнённых.

## Память

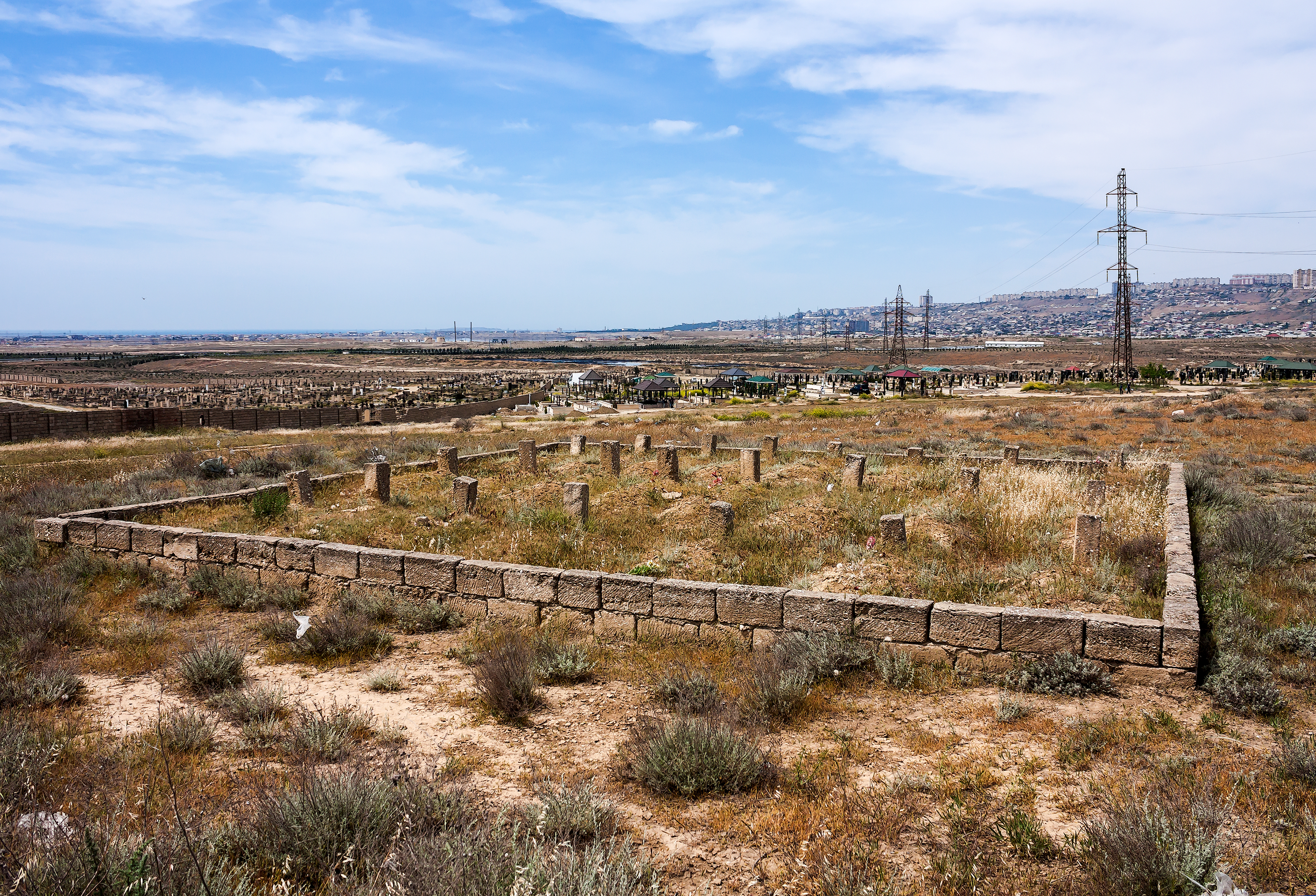
Могила 26 Бакинских комиссаров. Говсанское кладбище, 9 мая 2017 года.

В советское время в Тбилиси была улица Везирова, ныне переименованная в честь председателя парламента Грузии 1918 года Николоза Чхеидзе.